# Verliebt in Dich
«Verliebt in Dich» ('Enamorado de Ti') fue la canción que representó a Alemania en el Festival de la Canción de Eurovisión 1995, realizado en idioma alemán e interpretado por el dúo Stone & Stone. Esta fue conducida por el director Herman Weindorf quien llevó a cabo los arreglos musicales.

## Contenido
La canción Verliebt in Dich (Enamorado de ti), fue interpretada por el dúo matrimonial de Glen J. Penniston y Tatjana Cheyenne Penniston, quienes son conocido popularmente como Stone & Stone. Se centra en una canción religiosa de tipo Power ballad, que habla sobre como una persona puede acercarse a Dios, a pesar de tener problemas. 

## Datos
En 1995, por voto alemán, el dúo fue seleccionado para participar en Festival de la Canción de Eurovisión 1995 que se celebraría el 13 de mayo de 1995. La decisión del jurado representante de países de Europa, se destacó únicamente a Malta quien le otorgó un punto y la victoria fue para Noruega.
Pese a su pobre desempeño, esta canción quedaría en la historia del Festival. Debido a las reglas existentes, Alemania no podría participar en la edición siguiente. Consciente de que la ausencia del país más poderoso económicamente podía significar un daño al certamen, se decidió cambiar las reglas y establecer una preselección interna, la cual sin embargo no favoreció al representante alemán. Ante las protestas alemanas, la UER decidió establecer la clasificación permanente de los 5 países miembros más poderosos económicamente, conocido como el Big Five.